# Cevallia
Cevallia é um género monotípico botânico pertencente à família Loasaceae...

## Espécies
- Cevallia sinuata